# Žarkovo
Žarkovo (in serbo Жарково?) è un quartiere urbano della capitale serba di Belgrado. Si trova nel comune di Čukarica a Belgrado.

## Posizione e divisioni
Žarkovo (Grande Žarkovo) è uno dei quartieri più popolosi di Belgrado. Come tale, è diviso in diversi sottoquartieri, che furono costruiti come estensioni di Žarkovo: Julino Brdo e Repište a nord, Cerak-Cerak II a ovest e Bele Vode e Rupčine a sud.
In generale, la Grande Žarkovo confina a nord con il quartiere di Čukarica, Banovo Brdo e Sunčana Padina, a est con Košutnjak (con Filmski Grad), a nord-est con Skojevsko Naselje e Cerak Vinogradi e a ovest con Makiš. A sud confina con i campi aperti di Stari Lanci, Novi Lanci e Rupčine, ma con la fascia urbanizzata lungo la ferrovia Belgrado-Bar e la via Vodovodska forma un abitato continuo con Železnik a sud-ovest.

## Etimologia
Il quartiere era inizialmente un villaggio che si chiamava Belo Vrelo (Sorgente dell'Acqua Bianca). Fu menzionata per la prima volta con il nome attuale nel 1523, in ottomano Deft. Žarkovo prende il nome da primićur Žarko. Primićur era un titolo, versione slava della parola tedesca kramar, capo della guardia militare che scortava le carovane commerciali.
Tuttavia, secondo la leggenda popolare locale di Žarkovo, alcune parti del villaggio prendono il nome dagli eventi legati al gigantesco drago malvagio che tormentava gli abitanti del villaggio intorno alla sorgente d'acqua sopra il villaggio. Vivendo nella grotta vicino alla sorgente, il drago rapiva le ragazze più belle che venivano a prendere l'acqua dalla fonte. Alla fine, il drago fu ucciso dal coraggioso giovane di nome Žarko. L'enorme animale si schiantò al suolo creando una valle. Dove cadde la sua testa si formò la collina Zmajevac (in serbo zmaj, drago), dove c'era la sua coda nell'attuale Repište (rep, coda), il torrente Repište (noto anche come torrente Zmajevac o torrente Žarkovo) cominciò a scorrere da dove il suo corpo sbatté la coda che Žarko tagliò, mentre Žarkovo stesso prese il nome dall'eroe che uccise il drago. L'area urbanizzata attorno al ruscello si chiama anche Zmajevac e oggi è uno dei quartieri secondari di Žarkovo.
Un'altra teoria è che il nome derivi dalla parola žar (brace). Per secoli il vicino fiume Sava è stato il confine tra vari stati e grandi imperi, per questo gli insediamenti lungo il fiume furono spesso attaccati e bruciati. Ad esempio, la città di Obrenovac, a sud-ovest di Žarkovo, prima si chiamava Palež (terra bruciata, incendio doloso).

## Geografia

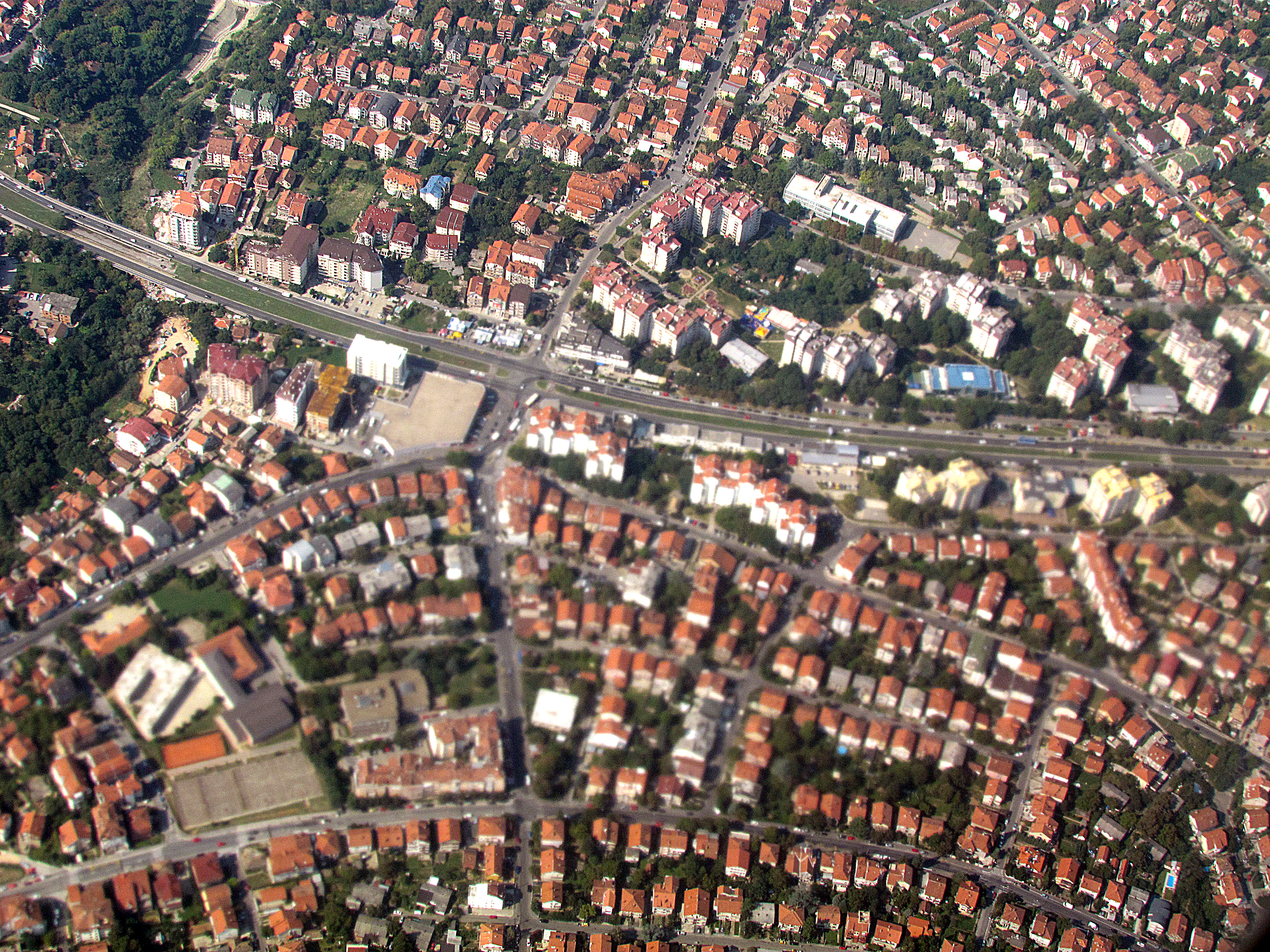
Vista aerea di Žarkovo

Nelle vicinanze ci sono diversi corsi d'acqua, come lo Zmajevac, ma Žarkovo si è sviluppato nella valle del torrente Paripovac. Il Paripovac è anche il ruscello più lungo della zona. La sua sorgente si trova tra le strade moderne di Jablanička e Arčibalda Rajsa, sulle pendici sud-occidentali del Košutnjak. Volava verso nord-ovest parallelamente alle strade Ratka Mitrovića e Ace Joksimovića, per poi svoltare verso ovest e sfociare in uno dei numerosi canali d'acqua di Makiš. In questo tratto finale il torrente ha tagliato una delle valli fluviali più profonde dell'area di Belgrado.
Il corso d'acqua oggi è in gran parte condotto sottoterra, nel sistema fognario. La valle profonda e scavata è rimasta fino ad oggi, e una delle strade intorno ad essa si chiama Provalijska (Voragine). Attraversato dal ponte Žarkovo, è l'unico punto rimasto dove oggi è ancora visibile il ruscello. Tuttavia, un insediamento informale si sviluppò nel fondovalle, sotto il ponte, inquinando il torrente e ricoprendolo di immondizia.

## Storia
Nella zona (Cerak Vinogradi) vennero rinvenuti i resti di un grande insediamento neolitico del periodo della cultura Vinča, noto come località Ledine. Insieme alle località Vinča-Belo Brdo e Usek è uno degli insediamenti di Vinčan più antichi mai scoperti finora.
Žarkovo divenne un importante insediamento commerciale di confine dopo che il confine tra Austria e Impero Ottomano si stabilizzò sul fiume Sava. I mercanti serbi vendevano intere mandrie di maiali e buoi tramite Žarkovo e il traghetto presente a Ostružnica, sulla riva della Sava. Ma, anche a causa della sua posizione, la maggior parte degli attacchi militari contro Belgrado partirono dalla direzione di Žarkovo, dopo aver forzato l'attraversamento del fiume. Ciò includeva gli attacchi austriaci del 1717 da parte del principe Eugenio di Savoia e del 1789 da parte di Ernst Gideon von Laudon. La mappa austriaca dell'area di Belgrado del 1721 mostra che a Žarkovo erano presenti quarantadue case, situate dove oggi si trova il centro del quartiere. Il villaggio aveva tre pozzi d'acqua "murati" e un cimitero con cappella, situato nello stesso luogo in cui si trovano oggi. Ciò rende il cimitero di Žarkovo il più antico cimitero sopravvissuto sul territorio della moderna Belgrado.
Prima della prima rivolta serba, Žarkovo era il luogo centrale per la fornitura di armi ai ribelli. Dopo l'inizio della rivolta nel 1804, era una base militare non ufficiale di Karađorđe e dell'esercito ribelle serbo. Il pascià ottomano di Belgrado, Bekir Pasha, si incontrò con Karađorđe a Žarkovo, raggiungendo un accordo riguardo ai fuorilegge ottomani, Dahije, e chiese a Karađorđe di non attaccare Belgrado, ma di stabilire il quartier generale fuori città, a Vračar. Accettò e lasciò che gli ottomani passarono per le bacchette (con i soldati serbi che sparavano in aria), organizzata nella moderna sezione Bele Vode di Žarkovo e spostò l'esercito. Karađorđe attaccò e liberò Belgrado nel 1806.
Dopo la seconda rivolta serba del 1815, Žarkovo continuò a prosperare. I dintorni erano fertili. In direzione Košutnjak c'erano fertili terreni coltivabili, mentre sopra Repište c'erano delle vite. Nella direzione di Železnik c'erano fitti boschi, mentre a Makiš c'erano prati adatti al bestiame. È stato registrato che le condizioni naturali per l'allevamento dei maiali erano così buone che gli agricoltori non dovevano nemmeno dar loro da mangiare. Nel 1840 fu aperta la scuola, con 19 ragazzi e 1 allieva.
Nel 1839 a Žarkovo fu concessa l'autogestione e il 2 luglio 1856 fu formato il comune. Secondo i documenti dell'epoca, il comune confinava con la riva destra del fiume Sava, la riva sinistra del fiume Topčiderka e con i territori dei villaggi Kneževac, Železnik e Ostružnica. Il comune di Žarkovo era più importante del villaggio di Čukarica, che si separò da esso come comune separato il 21 dicembre 1911 dall'ukaz del re Pietro I di Serbia, e territorialmente separò Žarkovo da entrambi i fiumi.
L'inizio del XX secolo fu il "periodo d'oro" di Žarkovo. Prima della prima guerra mondiale, era considerato uno dei comuni più ricchi della Serbia e occupava un territorio molto più vasto di quello che oggi è considerato Žarkovo. L'amministrazione aveva a disposizione così tanti beni da affittare, che non furono introdotte imposte comunali sulla popolazione. Durante la guerra, il piano del feldmaresciallo tedesco August von Mackensen di attaccare Belgrado includeva nuovamente Žarkovo come uno dei punti focali nei primi giorni dell'attacco. Dopo la guerra e la creazione dello stato unito degli slavi meridionali, Žarkovo perse la sua redditizia importanza come stazione commerciale di confine.
Žarkovo era ancora considerato un villaggio ricco, noto per i suoi latticini. Nel 1936 Žarkovo produceva quattordicimila litri di latte al giorno per i mercati di Belgrado. La zona circostante era nota per la terra fertile e con il grande mercato della vicina Belgrado per i prodotti agricoli, le famiglie di contadini e artigiani di Žarkovo diventarono benestanti. Nel villaggio c'erano il cinema, il centro culturale, l'edificio municipale e amministrativo, ecc. Il comune di Žarkovo è stato abolito nel luglio del 1955 ed è stato annesso al comune di Čukarica. La linea diretta dei trasporti pubblici di Belgrado, la n. 31, collegava Žarkovo al centro di Belgrado, in Piazza della Repubblica.

## Caratteristiche
L'edificio della vecchia scuola fu costruito nel 1840 sia come scuola che come sede dell'amministrazione del villaggio. Nel 1880 l'amministrazione si trasferì e la scuola, denominata in seguito "Ljuba Nenadović", continuò fino al 1968 quando fu trasferita in un altro edificio. Il vecchio edificio è stato dichiarato monumento culturale nel 1965, ma è stato abbandonato alle intemperie da quando gli alunni si sono trasferiti. Negli anni 2010 era completamente trascurato e desolato. La scuola è stata costruita con materiali solidi, con un design semplice di uno stile architettonico a "scatola" modesto e standardizzato. Aveva due aule e diverse stanze ausiliarie più piccole, compresi gli alloggi dell'insegnante. L'immobile al piano terra dispone di una cantina sotto una parte del tetto, a quattro falde e coperto di tegole. La casa è stata dichiarata monumento culturale. Nel 2020 si è deciso di adattarlo al Museo di Žarkovo e Čukarica. La ricostruzione è iniziata più tardi nello stesso anno 2020. Sotto il nome di Museo del patrimonio culturale di Žarkovo, come dipartimento del Museo cittadino di Belgrado, è stato inaugurato il 17 maggio 2022.
Il vecchio e grande edificio a due piani, che era la sede amministrativa del comune, fu costruito nel 1921. Sul pianoro accanto all'edificio c'era un monumento dedicato agli eroi caduti nella Seconda Guerra Mondiale, ma fu poi spostato accanto. alla scuola elementare "Ljuba Nenadović". Dopo aver perso la sua funzione amministrativa nel 1955, ospitò farmacia, panetteria e infine una biblioteca. Non è stato mantenuto bene ed è diventato friabile. L'edificio fu demolito nel 1986, durante la ristrutturazione completa della via Trgovačka, la via centrale del quartiere. Al suo posto fu costruito un grande centro commerciale rivestito di vetro e, man mano che le strutture commerciali si espansero attorno ad esso, oggi è la parte più trafficata di Žarkovo e un importante crocevia di numerosi trasporti pubblici e linee di autobus interurbani. La località è oggi conosciuta come Centro Žarkovo. Un centro commerciale, costruito nella zona negli anni '90, è stato soprannominato Titanic, e poi ufficialmente chiamato Shopping Mall Titanic (TC Titanik), per la sua forma appuntita, che ricorda la prua di una nave.
Uno dei maggiori problemi comunitari è l'insediamento informale dei rom sotto il ponte Žarkovo, nella valle del torrente Paripovac. I coloni raccolgono principalmente i rifiuti per poi rivenderli o riciclarli. Col tempo, crearono una discarica attorno all’insediamento, intasando con i rifiuti il rimanente flusso in superficie del ruscello. Il comune ha ripulito più volte la discarica e il ruscello, ma senza alcun risultato.
Con soli dodici metri, la via Lovačka di Žarkovo è ufficialmente la strada più breve di Belgrado.

## Sottoquartieri

### Žarkovo Selo
Žarkovo Selo (tradotto: villaggio di Žarkovo) o Žarkovo Vecchio, è la parte più antica di Žarkovo. Oggi urbanizzato, con le sue piccole case con cortile e strade brevi, si distingue ancora dal resto degli alti e moderni edifici del quartiere. Aveva una popolazione di 4.219 abitanti nel 1981 (9,6% dell'intera popolazione di Žarkovo) e 7.625 nel 2002 (10,6%).

## Società
Nel 1821 a Žarkovo furono registrate 53 case, con 71 contribuenti (uomini sposati) e 154 uomini dai 7 ai 70 anni in totale. Nel 1870 contava 105 case e 580 abitanti.
Fino agli anni '70, Žarkovo era un sobborgo di Belgrado, una città separata, in rapida crescita (la popolazione registrata nel 1961 era di 8.636 persone, mentre nel 1971 di 28.761), quindi fu annessa amministrativamente alla città di Belgrado propriamente detta, diventando comunità locale all'interno della città. Lo sviluppo dei quartieri di confine negli anni '70 e '80 (Banovo Brdo, Sunčana Padina, Cerak Vinogradi, Skojevsko Naselje), collegava Žarkovo e il resto di Belgrado in un'area edificata continua. Nel 1981 il quartiere di Žarkovo contava 43.721 abitanti, ovvero già il 40% della popolazione della zona urbana del comune di Čukarica. Successivamente il quartiere fu diviso in diverse sotto-quartieri più piccoli, ma nel 2002 la popolazione di Žarkovo nel senso più ampio ammontava a 71.773 abitanti. Il comune di Čukarica ha ricreato la comunità locale di Žarkovo, che comprendeva Julino Brdo e Bele Vode ma senza Cerak. Žarkovo aveva una popolazione di 30.979 abitanti nel 2011 (con Cerak, 74.972).

## Economia

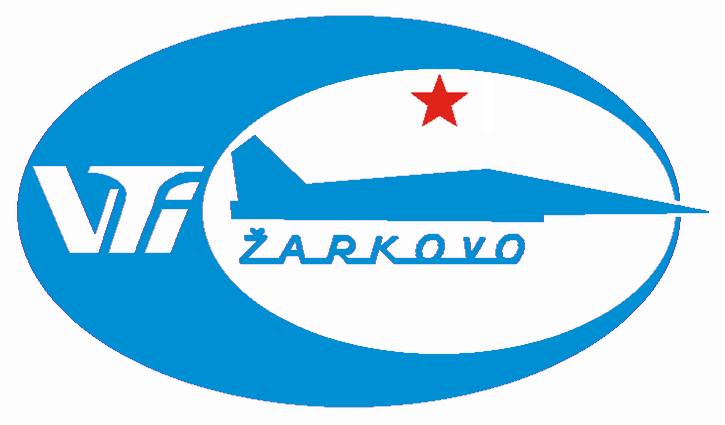
Logo dell'ex Istituto Tecnico Aeronautico Zarkovo

Žarkovo è prevalentemente una zona residenziale. La parte occidentale del quartiere, lungo la via Milorada Jovanovića, è però industrializzata, così come l'area al confine tra Makiš e Bele Vode (stazione dei treni merci e scalo di smistamento sulla ferrovia Belgrado-Bar, la più grande di Belgrado, e la zona centrale impianti (compresa la fabbrica dell'acqua) dell'acquedotto di Belgrado). L'Istituto Tecnico Militare di Belgrado (ex Istituto Tecnico Aeronautico) si trova nel prolungamento di Žarkovo, Bele Vode.
La strada principale di Žarkovo, la via Trgovačka, si sta sviluppando in un nuovo centro commerciale, come estensione del principale centro commerciale e della strada principale di Banovo Brdo, la via Požeška. La stessa via Trgovačka si estende sulla strada principale della Serbia occidentale, l'autostrada Ibar.

## Sport
L'OFK Žarkovo è il principale club calcistico del quartiere e milita nella Prva Liga Srbija, la seconda divisione del campionato di calcio serbo. La squadra disputa le partite casalinghe nello Stadio OFK Žarkovo.
Nel quartiere è presente anche una squadra di pallacanestro fondata nel 1975, il Košarkaški klub Žarkovo. Essa milita nella Prima Lega Regionale di Basket e disputa le proprie partite casalinghe nel Žarkovo Sports Hall.